# Категорії (Арістотель)
Категорії (грец. Καθηγορίαι, лат. Categoriae або Praedicamenta, теж відомих в логіці як 10 тверджень) — Такий поділ виводиться у першому за порядком творі під назвою «Категорії» в «Орґаноні» Арістотеля, в якому перераховуються всі можливі види того, що може бути підметом чи присудком в судженні.

## 10 категорій та їх визначення з тлумаченнями
Арістотель поділив прості дійсності матеріального світу на 10 категорій (класів, розрядів), які спрощують процес (розумового) визначення будь-якої речі. Їх порядок такий:
1. Первинна субстанція, сутність (речовинність, підстава, істота, істотність, матеріал, річ, матерія, суть, основа, голова) — річ, яка існує сама по собі, а не лише як видозміна чогось іншого. Приклади окремих сутностей можна легко знайти в усіх природних тілах: мінералах, рослинах, тваринах та людських істотах. Різноманітні частини цих тіл, такі, як листя, стовбури, органи та кінцівки теж входять в категорію первинних субстанцій.
Що це є? Напр.: людина, голова, дитина, мозок, пес, троянда, залізо, ведмідь, діамант, мідь, пантера, тюльпан, нога, нирка, лапа, ягня, гілка, жолудь тощо.

### Побічні обставини (випадковості)
Побічні обставини (випадковості) — речі, котрі не можуть існувати самі по собі, речі, що існують в інших речах, як в предметах, тобто другорядні аспекти сутностей: Побічні обставини властиві в суті:
2. Кількість — побічна обставина матеріальних речей, за допомогою якої вони поширюються в просторі, вимірюються якоюсь математичною нормою і здатні бути поділеними на окремі частини.
Скільки цього є там? Напр.: три, декілька, четвертина, фунт
3. Якість — побічна обставина, за допомогою якої річ є якогось типу чи виду; побічна обставина, що вказує якою є річ (її змістовні якості та форми) і як річ діє (її здібності та навички); побічна обставина, котра є зовнішньою оцінюючою формою.
Якого ґатунку ця річ? Напр.: зелена, солодка, щаслива, хоробра
4. Стосунок (відношення) — побічна обставина в речі, є відношенням чи посиланням цієї речі до іншої речі.
Які це має стосунки? Напр.: однаковий, подібний, рівний, батько, президент, раб.
Побічні обставини від чогось невластивого, але сказаного про суть: як рушій чи рушене:
5. Дія (акція, активність, діяльність) — побічна обставина, котра є робленням чогось на чомусь.
6. Інерція (підпадання дії, пасивність, пасія, втягнення, безвілля, інертність) — побічна обставина котра є отриманням чогось від чогось іншого.
як відміряне: місцем:
7. Де (місце) — невластива (непритаманна, стороння, зовнішня) побічна обставина вжита про річ з посиланням на місце.
становищем:
8. Стан (положення, стан, розташування, становище, поза) — невластива побічна обставина вжита про річ з посиланням на становище частин речі в даному місці.
часом:
9. Коли (час) — невластива побічна обставина, що говориться про річ з посиланням на час.
Коли? Вчора, тепер, тоді, раніше
як маючий особливі володіння (лише людиною)
10. Володіння (притаманність, власність) — побічна обставина особлива людській істоті, що включає в себе всі зовнішні спорядження та обладнання, котрі додаються до її природного тіла (одяг, прикраси, спорядження, захисні покриття)
Як воно вбране? Одягнене, опанцероване, вкостюмлене, врукавичнене.